# Гамбрюкен
Гамбрюкен (нім. Hambrücken) — громада в Німеччині, розташована в землі Баден-Вюртемберґ. Підпорядковується адміністративному округу Карльсруе. Входить до складу району Карльсруе.
Площа — 10,97 км2. Населення становить 5534 ос. (станом на 31 грудня 2020).